# U22-Siebenkampf-Länderkampf der Frauen 1993 Frankreich – Deutschland – Russland – Schweiz
| 4. Leichtathletik-Länderkampf mit deutscher Beteiligung 1993                       | 4. Leichtathletik-Länderkampf mit deutscher Beteiligung 1993                                               |
| ---------------------------------------------------------------------------------- | --- |
|                                                                                    | |
| U22-Siebenkampfvergleich der Frauen: Frankreich – Deutschland – Russland – Schweiz | |
| Austragungsort                                                                     | Illzach |
| Wettbewerbe                                                                        | 1 |
| Datum                                                                              | 7./8. August                                                                                               |
| 1. FRA 2. RUS 3. GER 4. SUI 4. RUS                                                 | 16.761 Punkte 16.641 Punkte 16.485 Punkte 14.459 Punkte                                                    |
| Chronik                                                                            | |
| ← FRA-GER-RUS-SUI 0010kampf (U22-M)                                                | erster LK 1994:00 ITA A-GER-AUS-FRA-00 GBR-ITA B-RUS-SVK-00 SWE-ESP-HUN Geher00 (Män/Frau/Jun/Jun-innen) → |

Im vierten und abschließenden Vergleich des Länderkampfjahres 1993 trafen die deutschen U22-Siebenkämpferinnen wie die männlichen U22-Nachwuchsmehrkämpfer am 7./8. August im elsässischen Illzach auf Frankreich, Russland und die Schweiz. Auch diese Begegnung hatte es wie bei den männlichen Wettstreitern im Vorjahr in damals gemeinsamer Teilwertung für Frauen und U21-Juniorinnen sowie einer Gesamtwertung für alle Beteiligten gegeben. Deutschlands Vertreterinnen hatten dort ganz vorne gelegen, ohne dass ein differenzierter Vergleich zum Teilergebnis der Juniorinnen gezogen werden kann. Die Altersgruppe wurde jetzt in einer weiteren Parallele zu den männlichen Junioren von U21 auf U22 angehoben, womit der identische Personenkreis zu 1992 angesprochen war.
Diese Veranstaltung beinhaltete darüber hinaus zwei Vergleiche derselben beteiligten Länder für Sportler der Altersgruppe 18 bzw. 19 Jahre. Die Länderkämpfe der jüngeren Altersgruppen B-Jugend, A-Jugend bis Junioren (nach internationaler Einteilung Altersgruppe der 18- bzw. 19-jährigen Leichtathleten) ist jedoch nicht Teil dieser Artikelserie zu Länderkämpfen mit deutscher Beteiligung und wird deshalb hier nicht dezidiert aufgeführt.

## Modus
Die jeweils drei besten Athletinnen der einzelnen Teams gingen mit der Addition ihrer Punktzahlen in die Wertung ein. Zur Zahl der Teilnehmerinnen je Land gibt es keine Angaben. In den Einzelresultaten sind nur die ersten Acht sowie die weiteren deutschen Vertreterinnen aufgeführt.

## Ergebnis
In der Einzelwertung siegte eine russische Siebenkämpferin vor einer Deutschen und zwei Französinnen. Die Ränge fünf und sechs belegten eine weitere Russin und eine weitere deutsche Teilnehmerin. Welchen Platz die beste Schweizerin belegte, bleibt unklar, weil nur ein Teil der Gesamtergebnisse zu finden ist. In der Länderkampfwertung siegten die Französinnen. Mit ihren 16.761 erreichten Punkten hatten sie einen Vorsprung von 320 Punkten gegenüber den zweitplatzierten Russinnen. Die deutschen Athletinnen lagen als Dritte mit einem Rückstand von weiteren 156 Punkten nicht weit zurück. Die Schweiz belegte weitere 2026 Punkten dahinter einen abgeschlagenen vierten Rang.

### Siebenkampf U22-Juniorinnen
| Platz | Name                 | Nation | Punkte | 100 m Hürden | Hoch- sprung | Kugel- stoßen | 200 m   | Weit- sprung | Speer- wurf | 800 m       |
| ----- | -------------------- | ------ | ------ | ------------ | ------------ | ------------- | ------- | ------------ | ----------- | ----------- |
| 1     | Natalia Pawlowa      | RUS    | 5738   | 14,12 s      | 1,73 m       | 13,04 m       | 25,67 s | 5,93 m       | 38,82 m     | 2:17,59 min |
| 2     | Sabine Smieja        | GER    | 5641   | 14,39 s      | 1,79 m       | 12,52 m       | 25,76 s | 5,71 m       | 39,58 m     | 2:20,53 min |
| 3     | Marie Collonvillé    | FRA    | 5638   | 14,78 s      | 1,82 m       | 10,21 m       | 25,46 s | 5,98 m       | 41,24 m     | 2:18,63 min |
| 4     | Guillaine Belperin   | FRA    | 5595   | 13,95 s      | 1,82 m       | 12,22 m       | 25,24 s | 5,84 m       | 31,54 m     | 2:24,80 min |
| 5     | Natalia Toropschina  | RUS    | 5579   | 14,10 s      | 1,67 m       | 12,94 m       | 26,43 s | 5,62 m       | 42,80 m     | 2:17,46 min |
| 6     | Silke Knut           | GER    | 5530   | 14,33 s      | 1,67 m       | 11,02 m       | 25,51 s | 5,86 m       | 44,60 m     | 2:23,26 min |
| 7     | Emilie Boulleret     | FRA    | 5528   | 14,58 s      | 1,64 m       | 12,04 m       | 25,54 s | 6,00 m       | 39,18 m     | 2:18,59 min |
| 8     | Véronique Villefayot | FRA    | 5440   | 14,69 s      | 1,64 m       | 10,81 m       | 25,82 s | 5,53 m       | 48,40 m     | 2:18,80 min |
| 000…  |                      |        |        |              |              |               |         |              |             |             |
| 10    | Daniela Grube        | GER    | 5314   | 14,21 s      | 1,64 m       | 12,58 m       | 26,02 s | 5,48 m       | 36,80 m     | 2:22,72 min |
| 11    | Astrid Retzke        | GER    | 5075   | 16,25 s      | 1,67 m       | 13,19 m       | 26,12 s | 5,49 m       | 43,18 m     | 2:35,89 min |